# Потрійний стрибок (срібна монета)
«Потрі́йний стрибо́к» — срібна пам'ятна монета номіналом 10 гривень, випущена Національним банком України. Присвячена проведенню у Сіднеї (Австралія) XXVII літніх Олімпійських ігор 2000 року.
Монету було введено в обіг 30 квітня 1999 року. Вона належить до серії «Спорт».

## Опис та характеристики монети
| Номінал грн. | Метал            | Маса, грам   | Діаметр, мм. | Якість виготовлення | Гурт     | Тираж, штук |
| ------------ | ---------------- | ------------ | ------------ | ------------------- | -------- | ----------- |
| 10           | срібло 925 проби | 31,1 / 33,62 | 38,6         | пруф                | рифлений | 15 000      |

### Аверс
На аверсі монети номіналом 10 гривень на тлі розгорнутого полотнища розміщено малий Державний герб України та прямі написи у п'ять рядків: «УКРАЇНА», «CITIUS ALTIUS FORTIUS», «10 ГРИВЕНЬ», «1999», позначення та проба металу — «Ag 925» і його вага у чистоті — «31,1».

### Реверс

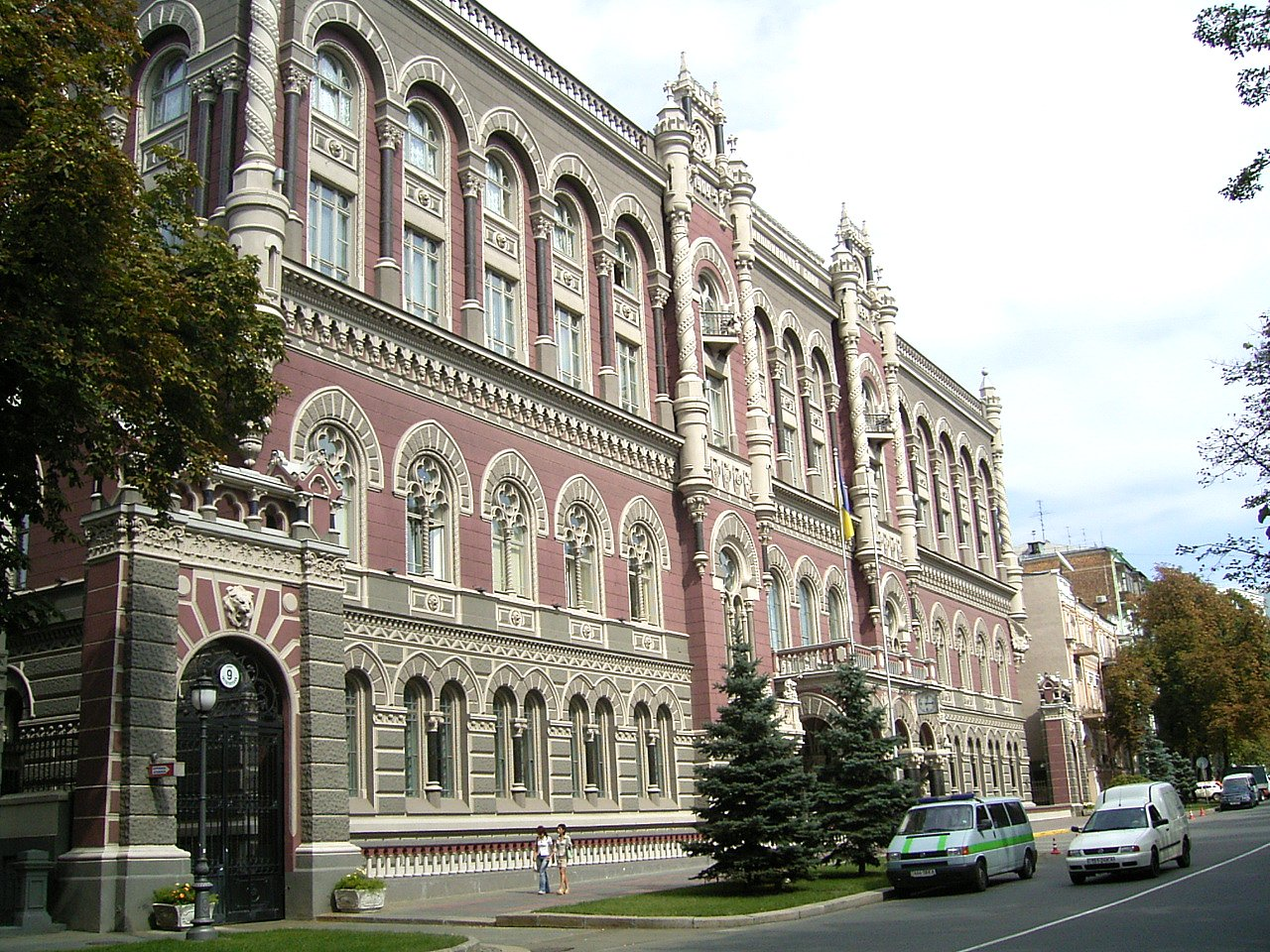
Будівля Національного банку України

На реверсі монети зображено спортсменку у момент виконання потрійного стрибка та прямі написи у п'ять рядків: «СІДНЕЙ 2000», «XXVII ЛІТНІ ОЛІМПІЙСЬКІ ІГРИ».

## Автори
- Художники: Таран Володимир, Харук Олександр, Харук Сергій, Козаченко Віталій.
- Скульптори: Атаманчук Володимир, Дем'яненко Володимир.

## Вартість монети
Ціна монети — 530 гривень, була вказана на сайті Національного банку України у 2014 році.
Фактична приблизна вартість монети, з роками змінювалася так:
| Рік        | 2010 | 2011 | 2012 | 2013 | 2014 | 2015 | 2016 | 2017 | 2018 | 2019 | 2020 | 2021 | 2022  | 2023  | 2024  | 2025  |
| ---------- | ---- | ---- | ---- | ---- | ---- | ---- | ---- | ---- | ---- | ---- | ---- | ---- | ----- | ----- | ----- | ----- |
| Ціна, грн. | 300  | 350  | 400  | 400  | 400  | 700  | 700  | 850  | 790  | 750  | 780  | 950  | 1 200 | 1 500 | 1 800 | 2 200 |